# 广东玉叶金花
广东玉叶金花（学名：Mussaenda kwangtungensis）为茜草科玉叶金花属下的一个种。